# Macrodactyla fautinae
Macrodactyla fautinae — вид актиній родини Actiniidae. Описаний у 2023 році.

## Назва
Вид названо на честь американської зоологині Дафни Гейл Фотен (1946—2021), професорки зоології безхребетних Університету Канзасу, яка здійснила важливий внесок у вивчення актиній.

## Поширення
Macrodactyla fautinae поширений в прибережних водах Джохорської протоки поблизу Сінгапуру, зокрема в Чангі де вона є відносно численною. Вид більше ніде не трапляється.

## Опис
Тіло циліндричне з 96 щупальцями. Щупальця гладкі та мають смугастий коричнево-білий візерунок. Ці щупальця розташовані в п'ять рядів. Саме тіло кремового кольору з рожевими бородавкоподібними структурами, які випинаються назовні, коли анемона стискається. Також у стиснутому стані видно кінчики щупалець. Щупальця в розгорнутому стані досягають 60-100 мм завдовжки. Діаметр ротового диска досягає 80 мм. Ротові диски можуть мати візерунки поперечних смуг у формі літер «V» або «W». Це відрізняє M. fautinae від Macrodactyla aspera.
Ця актинія здатна заковтнути здобич, яка більша за неї саму. Також цей вид актиній може вивернути горло назовні, щоб вполювати здобич. На вивернутому горлі присутні жалкі клітини.